# Jean-Marc Gaillard
Jean-Marc Gaillard (Annemasse, 7 ottobre 1980) è un fondista francese.

## Biografia
In Coppa del Mondo ha esordito l'8 dicembre 2001 a Cogne (80°), ha ottenuto il primo podio il 4 febbraio 2007 a Davos (3°) e la prima vittoria il 16 febbraio 2008 a Liberec.
In carriera ha preso parte a quattro edizioni dei Giochi olimpici invernali, Torino 2006 (23° nella 15 km, 11° nella 50 km), Vancouver 2010 (32° nella 15 km, 19° nella 50 km, 30° nell'inseguimento, 4° nella staffetta), Soči 2014 (21° nella 15 km, 35° nella 15 km, 6º nello skiathlon, 10° nella sprint a squadre, 3° nella staffetta) e Pyeongchang 2018 (23º nella 15 km, 18º nella 50 km, 28º nello skiathlon, 3º nella staffetta), e a nove dei Campionati mondiali, vincendo una medaglia.

## Palmarès

### Olimpiadi
- 2 medaglie:
  - 2 bronzi (staffetta a Soči 2014; staffetta a Pyeongchang 2018)

### Mondiali
- 1 medaglia:
  - 1 bronzo (staffetta a Falun 2015)

### Coppa del Mondo
- Miglior piazzamento in classifica generale: 7º nel 2009
- 8 podi (4 individuali, 4 a squadre):
  - 1 vittoria (individuale)
  - 3 secondi posti (individuali)
  - 4 terzi posti (a squadre)

#### Coppa del Mondo - vittorie
| Data             | Località | Nazione   | Spec.      |
| ---------------- | -------- | --------- | ---------- |
| 16 febbraio 2008 | Liberec  | Rep. Ceca | 11,4 km TL |

Legenda:

TL = tecnica libera

#### Coppa del Mondo - competizioni intermedie
- 3 podi di tappa:
  - 1 secondo posto
  - 2 terzi posti

### Marathon Cup
- Miglior piazzamento in classifica generale: 16º nel 2014
- 1 podio:
  - 1 secondo posto